# Radim Vašinka
Radim Vašinka (26. května 1935 – 10. srpna 2016 Praha) byl český herec, divadelní režisér a dramatik, divadelní principál undergroundového a nonkonformního Divadla Orfeus.

## Život a tvorba

### Do roku 1971
Spolu se Zdeňkem Čecháčkem a dalšími založil v Brně v roce 1958 soubor X 59, zaobírající se nekonvenčním inscenováním poezie. S Uhdeho Inzerátem na skřivánka, který režíroval, tento soubor zvítězil na Wolkerově Prostějově v roce 1961. Následovala pohostinská vystoupení souboru v Divadle Na zábradlí. V divadelní sezóně 1962–1963 sem nastoupil i do angažmá.
Spoluautor představení Vyšinutá hrdlička z roku 1963. V témže roce 1963 odešel z angažmá a dále pracoval jakožto umělecký vedoucí Vysokoškolského uměleckého souboru Praha, kde založil Takzvané divadlo poezie. Jeho inscenace vítězily na národní přehlídce v Prostějově (Vasko Popa, Poezie, Oldřich Wenzl, A já tak dlouho budu pozorovat hvězdy, dokud zralé hrušky s chutí jísti budu (1964)). V roce 1967 založil divadelní klub U Orfea na Malostranském náměstí v Praze, který byl typický nejen svým interiérem, ale i osobitě pojednanými inscenacemi jakož i lidmi, kteří se zde scházeli. Jako režisér zde uvedl v československé premiéře Rózewiczovu Kartotéku, skeče P. H. Camiho, Ritsosovu Sonátu měsíčního svitu, Prévertovu hru Roura k rouře pasuje, Obaldiovy aktovky Katova oběť, Nebožtík a Dusík, Čaj Šárky Smazalové, Brechtova Baala, poezii Egona Bondyho (Zbytky eposu, verše z Velké knihy, Naivitu) a posléze z her, které Bondy pro Orfea napsal i Hru I (Nic jsem tím nemyslel aneb Vrahem je zahradník). Ve všech těchto inscenacích také sám hrál.

### Od roku 1971 do roku 1989
Orfeus byl v roce 1971 na zákrok sovětského velvyslanectví zrušen, soubor z klubu vyhozen a na jeho místě zřízen klub Rubín. Vašinka existoval nadále jakožto herec na volné noze a jeho soubor živořil na různých štacích jako amatérský spolek. V roce 1973 se uchytil v agitačním středisku ve Švédské ulici (Hřebenky), kde uvedl novou inscenaci z Wenzlovy poezie – Rozházené kopretiny (získal 3 ceny na Wolkerově Prostějově v roce 1975). Z dalších titulů: Roland Topor: Dítě pana Vavřince (československá premiéra, po 3. repríze bylo představení zakázáno), Miodrag Pavlovič: Dramolety, Gilbert a Sulivan: Piráti z Penzance. Bez povolení uvedl poezii Egona Bondyho, Jaroslava Seiferta (samizdatový Morový sloup), Jana Skácela (samizdatové vydání Oříšků pro černého papouška a jiné) a Bertolta Brechta. Bondyho a Skácela uváděl i ve svém bytě v Krakovské ulici na Vinohradech. Na volné noze hrál v Malém komediálním studiu, v zájezdové skupině Středočeského krajského kulturního střediska. Po likvidaci Orfea ve Švédské ulici se uchytil krátce na Solidaritě, po dvou měsících následovala opět likvidace a spolek se ocitl na Dobešce: zde byly uvedeny další wenzlovské inscenace – Loučení není tak těžké, jak by se zdálo, ale nemám je rád (cena na Wolkerově Prostějově 1980), Cenu poroty na Wolkerově Prostějově 1982 získal v československé premiéře uvedený Kozma Prutkov: Ukvapený Turka, v roce 1985 pak i Tajemství vodních květin. Za zmínku stojí i O Lidunce (Svoboda Plumlovský), Loď bláznů (bratří Čapkové + francouzští impresionisté), československá premiéra hry A. Serafimoviče Jmeniny v devatenáctém a autorská montáž Citová výchova nad řekou. Od roku 1985 hrál na Divadelních poutích na Střeleckém ostrově (Othello, O Sněhurce a jednom trpaslíkovi, O Kulfáčkovi, Sůl nad zlato, Historie českých proroctví, Komenský se loučí s vlastí a jiné, na všech titulech se podílel i autorsky).

### Od roku 1989
Po roce 1989 hrál čtyři roky ve svém Bytovém divadle ve Zborovské ulici na Smíchově (z nových titulů třeba uvést Bondyho popřevratové verše, doplněné korespondencí a hraným průvodním komentářem – V hospodě seděl, sanktusákovi pivo nedal, nebo Seifertův – Vlčí mák a další). Po získání prostorů bývalého krytu civilní obrany na Plzeňské ulici hrál a režíroval v Krytovém divadle Orfeus: Vrať mi moje játra, inscenoval poezii Ludvíka Kundery, Miroslava Holuba, Dubillardovy Dialogy (českomoravská premiéra), Apollinaire: Zavražděný básník, Gogol: Ženiši, Saltykov-Šcedrin: Výhodná svatba, Kadubec, Hoff, Vašinka: Máme doma veverku, má červenou prdelku, Moštěk: To by v tom byl čert, aby zas nikdo nepřišel a jiné, uváděl Jefferse, Aldingtona, Mikuláška, Sedláka, barokní texty atd. 

## Film
- Chirurgie 1988 (TV film)
- Jednou za život 1988 (TV film)
- Bizon 1989
- Cesty ze slepých map 1989 (TV film)
- Pozvání na zámek 1989 (TV film)
- Svlékání kůže 1991 (TV film)
- Franz a Felice 1992 (TV film)
- Trhala fialky dynamitem
- Modrý tygr 2012

## Rozhlas
Účinkoval pravidelně v Českém rozhlasu, na stanici ČRo 6 po čtyři roky uváděl svůj každotýdenní pořad Nežádoucí texty, ve kterém představil posluchačům přes sto za totalitního režimu perzekvovaných autorů. Další pořady:
- 2004 – Marcel Schwob: Ruka slávy, překlad Bohuslav Reynek, dramatizaci povídky pro Český rozhlas připravil: Petr Turek. Účinkují: Petra Špalková, Aleš Procházka, Radim Vašinka a Jan Přeučil, režie: Hana Kofránková.

## Ocenění
- Křišťálová růže – nejvyšší ocenění v přednesu poezie a prózy, udělená na Poděbradských dnech poezie v roce 2004
- 3. místo v anketě Českého rozhlasu „Neviditelný herec 2008“ za četbu: Egon Bondy – Prvních deset let